# حاكم دمية
الحاكم الدمية هو الشخص الذي يمتلك لقبًا يشير إلى السيطرة على السلطة السياسية، إلا أنه، في واقع الأمر، يكون لعبة في يد أشخاص آخرين أو قوى خارجية. ويمكن أن تتم ممارسة تلك السلطة الخارجية من خلال حكومة أجنبية، وفي تلك الحالة، يطلق على نطاق الحاكم الدمية اسم حكومة عميلة. إلا أن الحاكم الدمية يمكن أن يخضع كذلك لسيطرة القوى الداخلية، مثل المسئولين غير المنتخبين.

## أمثلة

### في أمريكا اللاتينية
كان الحكم من خلال الرؤساء الدمية تكتيكًا يمارس منذ زمن بعيد في أمريكا اللاتينية. وقد قام العديد من الدكتاتوريين والزعماء بالتنازل عن السلطة بشكل رسمي إلى مسئولين آخرين لعدة أسباب، غالبًا من أجل الالتزام بالبنود الدستورية الخاصة بالانتخابات والفترات الزمنية للسلطة، أو لإضفاء واجهة مدنية على الحكم العسكري، أو للاستمتاع بحالة تشبه التقاعد بعيدًا عن العاصمة. وتشتمل قائمة الزعماء الذين حكموا من خلال الرؤساء الصوريين على دييجو بروتاليز في تشيلي ورافائيل نونيز في كولومبيا وتوماس جارديا جوتيريز في كوستاريكا وفولجنسيو باتيستا في كوبا وأوليسيس هيورو ورافائيل تروجيلو في جمهورية الدومينيكان وجابرييل جارسيا مورينيو في الإكوادود وراؤول سيدراس في هايتي وبورفيريو دياز وبلوتاركو إلياس كاليز في المكسيك وعائلة سوموزا في نيكاراجوا وخوسيه أنطونيو ريمون كانتيرا وعمر توريوس ومانويل نوريجا في بنما وديسي بوتيرسي في سورينام وأنطونيو جوزمان بلانكو وخوان فيسنتي جوميرز في فنزويلا. ورغم أنه كان يتم في الغالب إخراج الرؤساء الصوريين الذين حاولوا التصرف بشكل مستقل من دائرة الحكم، إلا أن هؤلاء «الدمى» أصبحوا فيما بعد رموزًا سياسية بمفردهم. فعلى سبيل المثال، انقلب لازارو كارديناس على كاليز ونفاه إلى الولايات المتحدة، وتم انتخاب خواكين بالاغوار لرئاسية جمهورية الدومينيكان ست مرات بعد اغتيال تروجيلو.

### مواضع أخرى
ليس بالضرورة أن يكون الشخص الدمية حاكمًا وطنيًا. على سبيل المثال، كان ينظر إلى أوسكار كيه آلين بشكل واسع النطاق على أنه دمية لهواي لونج أثناء حكمه للويزيانا.
وفي السنوات التي سبقت الحرب العالمية الثانية وأثناءها، تم النظر إلى بوي، إمبراطور الصين المخلوع بصفة عامة على أنه كان حاكم دمية لمانشوكو، وهي دولة تابعة لإمبراطورية اليابان في البر الرئيسي الصيني.